# Villa bravae
Villa bravae är en tvåvingeart som beskrevs av Mario Bezzi 1920. Villa bravae ingår i släktet Villa och familjen svävflugor. Inga underarter finns listade i Catalogue of Life.